# محمد عمر صادق
محمد عمر صادق (25 أكتوبر 2003) هو لاعب كرة قدم لبناني، يلعب كجناح لنادي النجمة والمنتخب اللبناني.

## مهنة دولية
مثل محمد منتخب لبنان تحت 20 سنة في تصفيات كأس آسيا 2023، حيث لعب ثلاث مباريات وسجل هدفين. كما لعب لفريق تحت 23 سنة في بطولتي اتحاد غرب آسيا 2021 و2022. وفي 27 مارس 2023، لعب أول مباراة دولية له في مباراة ودية أمام عمان. وسجل أول هدف دولي له في 25 يونيو 2023، ضد بوتان في بطولة اتحاد جنوب آسيا لكرة القدم 2023.

## روابط خارجية
- محمد عمر صادق على موقع ناشيونال فوتبول تيمز (الإنجليزية)
- محمد عمر صادق على موقع Soccerway.com (الإنجليزية)